# Ассамсько-Тибетський землетрус (1950)
Ассамсько-Тибетський землетрус 1950 року , також відомий як Ассамський землетрус, стався 15 серпня і мав магнітуду 8,6. Епіцентр знаходився на пагорбах Мішмі в Індії, відомих китайською мовою як гори Цілінгун (祁灵公山), на південь від Кангрі Карпо та на схід від Гімалаїв у частині Північно-Східного прикордонного агентства в Ассамі, Індія. Ця територія, розташована на південь від лінії Макмехона і тепер відома як Аруначал-Прадеш, сьогодні є предметом суперечок між Китаєм та Індією. Це найсильніший землетрус, коли-небудь зареєстрований на суші.
Землетрус, який стався у вівторок увечері о 19:39 за стандартним індійським часом, був руйнівним як в Ассамі (Індія), так і в Тибеті (Китай), і приблизно 4800 людей загинули. Землетрус відомий як найбільший зареєстрований землетрус, спричинений зіткненням континентів, а не субдукцією, а також відомий тим, що під час землетрусу виник гучний шум, про який повідомляють у всьому регіоні.

## Геологія
У спробі глибше розкрити сейсмічну історію Північно-Східної Індії вчені з Національного геофізичного науково-дослідного інституту та Інституту фізики, Бхубанешвар, провели польові дослідження. Дослідження виявило ознаки розрідження ґрунту, включаючи підвіконня та піщані вулкани всередині щонайменше дванадцяти траншей у конусах алювіалів і в долині річки Бурхі-Діхінг, які утворилися внаслідок минулої сейсмічної активності. Радіовуглецеве датування визначило вік відкладень приблизно 500 років, що відповідає зареєстрованому землетрусу 1548 року.

## Землетрус
Землетрус стався в гірській місцевості між Гімалаями та горами Хендуань . Землетрус стався на південь від лінії Макмехона між Індією та Тибетом і мав руйнівні наслідки в обох регіонах. Сьогодні Китай претендує на цю територію як частину округів Зайю і Медог в Тибетському автономному районі, а Індія - як частину району Лохіт в Аруначал-Прадеш . Цей потужний землетрус має розрахункову магнітуду 8,6 і вважається одним із найважливіших з моменту появи сейсмологічних станцій спостереження.
Це був шостий за потужністю землетрус 20 століття. Це також найбільший відомий землетрус, який не був спричинений океанською субдукцією. Натомість цей землетрус був спричинений зіткненням двох континентальних плит.

## Вплив
Ассамсько-Тибетський землетрус 1950 року мав руйнівні наслідки як для Ассаму, так і для Тибету. В Ассамі було зареєстровано 1526 летальних випадків і ще 3300 повідомлено в Тибеті, що становить приблизно 4800 смертей. 
Зміни рельєфу спричинили численні каменепади на пагорбах Мішмі та навколишніх лісистих регіонах. На пагорбах Абор через зсуви було зруйновано 70 сіл із 156 жертвами. Зсуви перекрили притоки Брахмапутри. У долині Дібанг зсувне озеро зірвалося, не завдавши шкоди, але інше на річці Субансірі відкрилося через 8 днів і хвилі 7 метрів затопило кілька сіл і вбило 532 людини. 
Поштовх завдав більшої шкоди в Ассамі з точки зору матеріальних збитків, ніж землетрус 1897 року. Окрім сильного поштовху, були повені, коли річки піднялися високо після землетрусу, приносячи пісок, бруд, дерева та всі види сміття. Пілоти, що пролітали над зоною мейзосейсм, повідомили про значні зміни рельєфу. Багато в чому це сталося через величезні зсуви, деякі з яких були сфотографовані.

## Майбутня загроза
Стаття в Science, опублікована у відповідь на землетрус у Бхудж 2001 року, підрахувала, що 70 відсотків Гімалаїв можуть зазнати надзвичайно потужного землетрусу. Прогноз був зроблений на основі дослідження історичних записів у цьому районі, а також припущення, що після землетрусу в Медозі 1950 року відбулося достатньо ковзання, щоб статися великий землетрус. У 2015 році Гімалаї постраждали від землетрусу магнітудою 7,8 з епіцентром на західніше Непалу.